# Georgina Bouzová
Georgina Bouzová (* 1. června 1976 , Londýn-Kingston) je britská televizní herečka s českými kořeny ze Surrey v Anglii, známá především ztvárněním postavy Elleny Zitkové v lékařském dramatu Casualty na BBC One. 

## Život a činnost
Georgina Bouzová se narodila v hrabství Surrey jako dcera českých rodičů Ivana Bouzy a jeho manželky Rity. Georgina vyrůstala v Manchesteru s mladší sestrou Jessicou. Vzdělání získala na dívčí střední škole v Manchesteru.
Získala kvalifikaci advokátky a na londýnské King's College získala titul LLB (bakalář práv) anglického a francouzského práva a současně studovala na pařížské Sorbonně.
Později se však rozhodla pro herectví. Po ztvánění postavy ukrajinské zdravotní sestry Ellen Zitekové v seriálu Doktoři v letech 2004-2006. Po odchodu z pořadu Casualty se Bouzová soustředila na divadelní účinkování. Do ledna 2010 hrála hlavní ženskou roli Very ve hře Billa Kenwrighta And Then There Were None a hlavní roli Mollie v inscenaci hry Agathy Christieové Past na myši ve West End Theatre v londýnském divadle St Martin's.
Bouzová hrála také v řadě menších televizních rolí, mimo jiné v seriálech Mile High, The Bill a Vražda na předměstí. Objevila se také v britské televizní show stanice BBC One Strictly Come Dancing, obdobě české StarDance …když hvězdy tančí.
Bouzová je kromě toho také spisovatelka a přispívala také do různých publikací jako nezávislá novinářka, v novinách The Times a The Guardian.   